# Відомості Академії гірничих наук України
«Відомості Академії гірничих наук України» — науково-виробничий журнал.
Країна видання — Україна.
Видавець: Академія гірничих наук України
Спеціалізація: Розробка та періодична переробка (збагачення) вугільних, рудних та нерудних корисних копалин.
Рік заснування 1994.
Випусків на рік — 4.